# Felix & Fenix
Felix & Fenix är en svensk barn-TV-serie från 1991 med manus och medverkan av Robert Gustafsson. En andra säsong hade premiär på SVT hösten 2024 under namnet Felix & Fenix godnattsaga.

## Handling
Felix bor med sin papegoja Fenix i ett vindsrum hos sin mormor Blenda. När de inte kan sova så berättar Felix sagor.

## Medverkande
- Robert Gustafsson – Felix

## Avsnitt (säsong 1)
1. Sagan om vanten och Bockarna Bruse[Not 1][5][6]
2. Vargen och de sju killingarna
3. Kejsarens nya kläder
4. Sagan om de tre små grisarna
5. Sagan om de små gula grodorna

## Utgivning
Serien utgavs 1996 på VHS och 2006 på DVD.

## Anteckningar
1. ↑  Utgiven som två avsnitt på DVD och VHS